# التمرد الصومالي
التمرد الصومالي (Somali Rebellion) كان بداية للحرب الأهلية في الصومال التي وقعت في أواخر السبعينيات وأوائل التسعينيات. بدأ التمرد في عام 1986 عندما بدأ محمد سياد بري مهاجمة الجماعات المنشقة القائمة على العشيرة والتي تعارض حكمه مع قواته الخاصة، «القبعات الحمراء» (Duub Cas). أصبح المعارضون أكثر قوة منذ ما يقرب من عقد من الزمان بعد تحوله المفاجئ للولاء من الاتحاد السوفيتي إلى الولايات المتحدة وحرب أوغادين الكارثية في الفترة 1977-1978.
عندما أصيب بري في حادث سيارة في 23 مايو 1986، أصبح المنافسون داخل حكومة بري وجماعات المعارضة أكثر جرأة ودخلوا في صراع مفتوح. كان هروب سياد بري من العاصمة، في 26 يناير 1991، بمثابة تحول واضح في الصراع. من ذلك التاريخ حتى أبريل 1992، استمر القتال حتى وصول بعثات الأمم المتحدة إلى الصومال (UNOSOM I وUNOSOM II). أعمال العنف التي بها رئيس الصومال السابق لسياد بري () ضد العشائر أثناء التمرد، اعتبرها أفراد العشائر المتنافسة والمناهضة لبري «عقوبة جماعية». وكانت أكثر أشكال العنف عنفًا على مستوى العشائر التي ارتكبتها ديكتاتورية بري ضد عشيرتي إسحاق وماجرتين.